# Oskar Mann
Gottlieb Bernhard Oskar Mann (* 18. September 1867 in Berlin; † 5. Dezember 1917 ebenda) war ein deutscher Orientalist, Iranist und Bibliothekar.

## Leben
Oskar Mann besuchte das Friedrich-Wilhelms-Gymnasium in Berlin, wo er 1886 die Reifeprüfung ablegte. Danach studierte er Sanskrit, Arabisch, Aramäisch und Vergleichende Sprachwissenschaft in Berlin und Heidelberg. Er beschäftigte sich am Seminar für Orientalische Sprachen mit Hindustani und der Persischen Sprache. 1890 wurde er an der Universität Straßburg zum Dr. phil. promoviert.
Anschließend arbeitete Oskar Mann bis zu seinem frühen Tod 1917 als Bibliothekar an der Königlichen Bibliothek Berlin. Diese Tätigkeit wurde unterbrochen von seinen Reisen nach Persien und in die asiatische Türkei zur Erforschung iranischer Sprachen sowie einer Zeit, in der er für deren Auswertung beurlaubt wurde. Von 1901 bis 1903 durchquerte Mann Persien von Būšehr im Nordwesten aus. Er fotografierte und formte die Pahlavi-Inschriften in Hājīābād und die elamischen Reliefs in Malāmīr. Er studierte und dokumentierte die archäologischen Denkmäler des Gebiets Kermānšāh-Bīsotūn-Harsīn und von Qalʿa-ye Yazdegerd sowie Orte rund um den Urmia-See. 1904 wurde ihm der Titel Professor verliehen.
1919 begann Karl Hadank, den umfangreichen Nachlass von Oskar Mann zu bearbeiten und Teile davon herauszugeben, konnte die Aufgabe jedoch nicht abschließen. Die eng miteinander verzahnten Nachlässe von Hadank und Mann befinden sich in der Staatsbibliothek zu Berlin und im Archiv der Berlin-Brandenburgischen Akademie der Wissenschaften. Sie wurden in einem ab 2009 von der Deutschen Forschungsgemeinschaft geförderten Projekt wissenschaftlich erschlossen und stellen wichtige Quellen zur Geschichte der deutschen Orientalistik dar.

## Publikationen (Auswahl)
- Die Tâjîk-Mundarten der Provinz Fârs. 1909.
- Quid censuerit Socrates de amicitia. 1873.
- Anthologie aus römischen Dichtern für die obersten Klassen der Realgymnasien und ähnlicher Anstalten zusammengestellt. 1883.
- Die Mundart der Mukri-Kurden. 1900.
- Kurdisch-persische Forschungen. 1909.
- Über meine Reise im türkischen Kurdistan (20 Januar 1910 Mittwoch). in: Jahresbericht des Geographie und Statistik, Frankfurt am Main 1910, S. 23–24.